# Fußball-Europameisterschaft 1960/Jugoslawien
Dieser Artikel behandelt die jugoslawische Nationalmannschaft bei der Fußball-Europameisterschaft 1960.

## Qualifikation
Zu dieser ersten Austragung der Europameisterschaft gab es keine Qualifikationsgruppen, sondern die vier Teilnehmer des Endturnieres wurden in einer Vorausscheidung – in der sich die Tschechoslowakei gegen Irland durchsetzte – sowie den anschließenden Achtel- und Viertelfinalrunden im K.-o.-System (jeweils mit Hin- und Rückspielen) ermittelt. Diese Vorrunden begannen schon nach der Weltmeisterschaft 1958 und zogen sich bis in den Juni 1960 hin.
Im Achtelfinale schaltete Jugoslawien Bulgarien aus. Im Hinspiel gewannen die Jugoslawen mit 2:0 und spielten das Rückspiel auswärts in Bulgarien 1:1.
Im Viertelfinale hieß der Gegner Portugal. Im Hinspiel in Lissabon verlor man noch knapp mit 1:2, jedoch gewannen die Jugoslawen das Heimspiel überragend mit 5:1. Somit war Jugoslawien für die Endrunde in Frankreich qualifiziert.

## Jugoslawisches Aufgebot
| Nummer / Name | Nummer / Name       | Damaliger Verein       | Geburtstag |          |          |
| Torhüter      | Torhüter            | Torhüter               | Torhüter   | Torhüter | Torhüter |
| ------------- | ------------------- | ---------------------- | ---------- | -------- | -------- |
|               | Milutin Šoškić      | FK Partizan Belgrad    | 31.12.1937 |          |          |
|               | Blagoja Vidinić     | FK Radnički Belgrad    | 11.06.1934 |          |          |
| Abwehr        |                     |                        |            |          |          |
|               | Vladimir Durković   | FK Roter Stern Belgrad | 06.11.1937 |          |          |
|               | Fahrudin Jusufi     | FK Partizan Belgrad    | 08.12.1939 |          |          |
| Außenläufer   |                     |                        |            |          |          |
|               | Bora Kostić         | FK Roter Stern Belgrad | 14.06.1930 |          |          |
|               | Željko Matuš        | Dinamo Zagreb          | 09.08.1935 |          |          |
|               | Jovan Miladinović   | FK Partizan Belgrad    | 30.01.1939 |          |          |
|               | Željko Perušić      | Dinamo Zagreb          | 23.03.1936 |          |          |
|               | Ante Žanetić        | Hajduk Split           | 18.11.1936 |          |          |
|               | Branko Zebec        | FK Roter Stern Belgrad | 17.05.1929 |          |          |
| Stürmer       |                     |                        |            |          |          |
|               | Milan Galić         | FK Partizan Belgrad    | 08.03.1938 |          |          |
|               | Dražan Jerković     | Dinamo Zagreb          | 06.08.1936 |          |          |
|               | Tomislav Knez       | FK Borac Banja Luka    | 24.03.1931 |          |          |
|               | Dragoslav Šekularac | FK Roter Stern Belgrad | 08.11.1937 |          |          |
| Trainer       |                     |                        |            |          |          |
|               | Ljubomir Lovrić     |                        | 28.05.1920 |          |          |

## Spiele der jugoslawischen Mannschaft

### Halbfinale
|                                     |   |             |           |
| 6. Juli 1960 in Paris (Prinzenpark) |   |             |           |
| Frankreich                          | – | Jugoslawien | 4:5 (2:1) |

### Finale
|                                             |   |             |                      |
| 10. Juli 1960 in Paris (Prinzenparkstadion) |   |             |                      |
| Sowjetunion                                 | – | Jugoslawien | 2:1 n. V. (1:1, 0:1) |

Damit verloren die Jugoslawen das Finale knapp in der Verlängerung nach einem Tor von Ponedelnik, trotz 1:0-Führung. Trotzdem können sich die Jugoslawen nach diesem Spiel, als Vizeeuropameister bezeichnen. Ihre Spieler Milan Galic und Drazan Jerkovic wurden zusammen mit drei weiteren Spielern Torschützenkönige mit zwei Toren. 